# U 969
U 969 war ein deutsches U-Boot vom Typ VII C, ein sogenanntes „Atlantikboot“, das durch die deutsche Kriegsmarine während des U-Boot-Krieges im Zweiten Weltkrieg im Nordatlantik und im Mittelmeer eingesetzt wurde.

## Technische Daten
Ein VII C-Boot wurde bei der Überwasserfahrt von zwei 1400 PS starken Dieselmotoren angetrieben und erreichte eine Geschwindigkeit von 17 kn. Unter Wasser konnte so ein U-Boot mithilfe der zwei Elektromotoren mit je 375 PS 7,6 kn Fahrt machen. Die Leistungskraft der Batterien ermöglichte diese Höchstgeschwindigkeit bei der Unterwasserfahrt allerdings nur für eine Stunde. Bei geringerer Geschwindigkeit konnte das Boot theoretisch bis zu drei Tage unter Wasser fahren.
Als VII C-Boot hatte auch U 969 an der Oberfläche eine Wasserverdrängung von 769 t und unter Wasser 871 t. Es war insgesamt 67,1 m lang, 6,2 m breit, 9,6 m hoch mit einem 50,5 m langen Druckkörper und hatte einen Tiefgang von 4,74 m. Das in der Hamburger Werft Blohm & Voss gebaute U-Boot wurde von zwei Viertakt-Dieselmotoren F46 mit je 6 Zylindern und Ladegebläse der Kieler Germaniawerft mit einer Leistung von 2060 bis 2350 kW, bei Unterwasserbetrieb mit zwei Elektromotoren GU 460/8–27 von AEG mit einer Leistung von 550 kW angetrieben. Es hatte zwei Antriebswellen mit zwei 1,23 m großen Schiffsschrauben. Das Boot war zum Tauchen bis in Tiefen von 230 m geeignet.
U 969 war mit fünf 53,3-cm-Torpedorohren – vier am Bug und eins am Heck – und vierzehn Torpedos, einer 8,8-cm-Kanone SK C/35 mit 220 Schuss Munition, einer 3,7-cm-FlaK M42 18/36/37/43 und zwei 2-cm-FlaK C/30 ausgestattet.

## Einsatz und Geschichte
Vom 24. März bis zum 30. September 1943 war U 969 als Ausbildungsboot der 5. U-Flottille zugeteilt und in Kiel stationiert. Am 1. Oktober wurde das Boot der 7. U-Flottille zugeteilt und als Frontboot verwendet.

### Erste Feindfahrt
Am 5. Oktober 1943 lief U 969 von Bergen zu seiner ersten Feindfahrt aus. Das Boot umrundete die Britischen Inseln, patrouillierte vor der Ostküste Kanadas und traf am 6. Dezember in Lorient im besetzten Frankreich. In dieser Zeit war das Boot den U-Bootgruppen Siegfried, Siegfried 1, Körner, Tirpitz 2, Eisenhart 3, Schill 2 und Wedding zugeteilt. Es wurden keine alliierten Schiffe durch U 970 auf dieser Feindfahrt versenkt oder beschädigt.

### Zweite Feindfahrt
U 969 lief am 18. Januar 1944 von Lorient aus und umrundete die Iberische Halbinsel. Anfang Februar gelang es Kommandant Dobbert, die Straße von Gibraltar zu passieren. Am 22. Februar traf das Boot auf den alliierten Geleitzug GUS-31 an der algerischen Nordküste bei Annaba. Der Konvoi war am Tag zuvor aus Tunis mit dem Ziel Hampton Roads, Virginia, ausgelaufen. Dobbert ließ einen Fächer von drei Torpedos auf den Geleitzug los und traf die beiden US-amerikanischen Liberty-Frachter George Cleeve und Peter Skene Ogden. Auf der George Cleeve gab es dabei ein Todesopfer. Beide Schiffe wurden sehr stark beschädigt und mussten auf Strand gesetzt werden. Die Schäden stellten sich später als so gravierend heraus, dass beide Schiffe als Totalverluste abgeschrieben wurden. Am 26. Februar erreichte U 969 Toulon.

### Dritte Feindfahrt
Am 1. März 1944 kam U 969 zur 29. U-Flottille. Am 20. März lief das Boot zu seiner dritten Feindfahrt aus, kreuzte erneut an der algerischen Küste, konnte aber keine weiteren Schiffe versenken oder beschädigen. Dabei sichtete es am 20. April den Geleitzug UGS 38 und griff erfolglos an. Auf die Meldung von U 969 hin griffen später erfolgreich Torpedobomber den Geleitzug an. Die Feindfahrt endete am 28. April in Toulon.

### Verlust des Bootes
Anfang August 1944 lag U 969 aufgrund von starken Beschädigungen infolge eines Luftangriffes im Dock in Toulon. Bei einem Tagangriff von Luftstreitkräften der United States Army Air Forces wurde das Boot  am 6. August 1944 erneut von Bomben getroffen und versenkt. Das Boot wurde 1947 abgebrochen. Kommandant Dobbert übernahm später U 2546.